# توماس بال بارات
توماس بال بارات (بالنرويجية البوكمول: Thomas Ball Barratt)‏ هو قسيس نرويجي، ولد في 22 يوليو 1862 في كورنوال في المملكة المتحدة، وتوفي في 29 يناير 1940 في أوسلو في النرويج.

## وصلات خارجية
- توماس بال بارات على موقع ميوزك برينز (الإنجليزية)
- توماس بال بارات على موقع ديسكوغز (الإنجليزية)